# Peder Lamm
Jacques Peder Mikael Lamm, född 4 december 1970 i Lidingö, är en svensk antikexpert, TV-personlighet, konsthistoriker och chefredaktör.

## Biografi
Peder Lamm är son till arkeologerna Kristina och Jan Peder Lamm.
Han var chefredaktör för den lyxkonsumtions-inriktade tidningen Connoisseur från 2006 till 2011 och är designer för Skultuna Messingsbruk AB 2006. 
Lamm är styrelseledamot i Nationalmusei vänner sedan 2010, styrelseordförande i Wäsa Stone & Mining sedan 2010 samt styrelseledamot för Göteborgs Auktionsverk sedan 2013.
Lamm är ledamot av Skånska Akademien sedan januari 2013, stol nummer 4.
År 2004 tilldelades han Guldslipsen.

## TV-medverkan
- Otroligt antikt
- På spåret
- Rallarsving
- Sverige dansar och ler
- Extra! Extra!
- Vi i femman
- Första, andra, tredje
- Kockduellen (2008)
- Slottsliv
- Antikjakten
- Jeopardy

## Filmografi
- 2007 – Beck – Den japanska shungamålningen